# Beber (Leine)

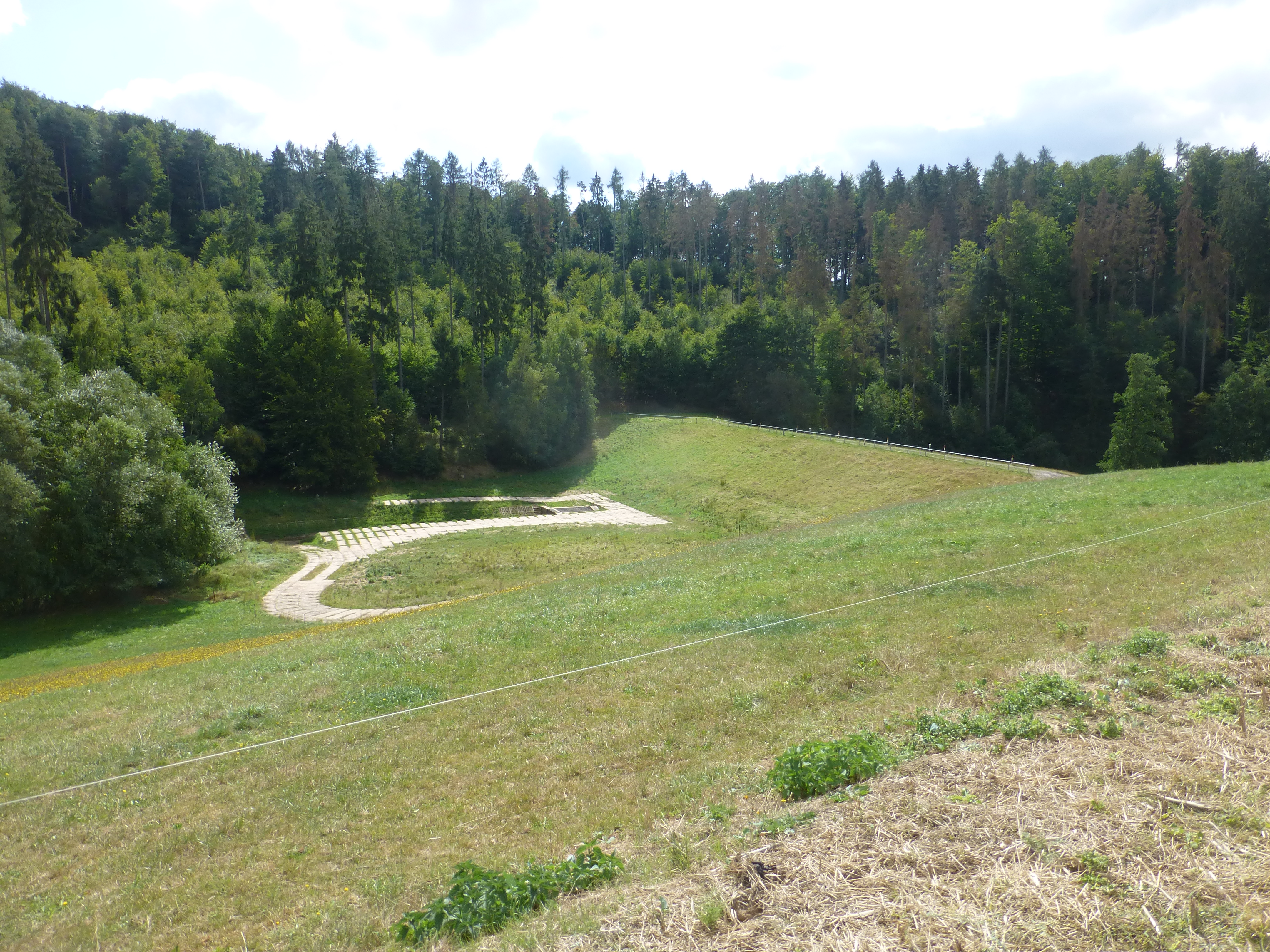
Das Hochwasserrückhaltebecken der Beber bei Mengelrode

Die Beber – teils auch Beberbach – ist ein gut 12,5 km langer, rechter und nordöstlicher Zufluss der Leine im Eichsfeld in Thüringen.

## Verlauf
Die Beber entspringt unweit des Rastplatzes Leinetal der A38. Sie fließt nun in westnordwestliche Richtung und erreicht Günterode. Weiter bachabwärts tangiert sie Siemerode und ändert ihre Fließrichtung in Südwest. Jetzt fließen der Rießbach von links und der Rothenbach von rechts zu, es folgt der Wasserberggraben; ebenfalls rechtsseitig. Mengelrode hinter sich gelassen, überspannt nun die Bebertalbrücke der A38 den Bach. Unweit der Talbrücke liegt mit Rengelrode der letzte Ort am Beberufer. Sie mündet zwischen Uder und Heilbad Heiligenstadt in die von Osten heranströmende Leine.

## Nebenflüsse
Folgende kleine Bäche fließen der Beber zu:
- Struthgraben (li) (als längerer Quelllauf)
- Bischhagener Bach (re)
- Rießbach (li)
- NN Bach (re)
- Rothenbach (re)
- Wasserberggraben (re)
- Tiefer Graben (li)
- Steinsgraben
- Wiesengraben

## Hochwasserrückhaltebecken
Etwa 500 Meter oberhalb von Mengelrode wurde 1989 ein Hochwasserrückhaltebecken errichtet. Der Schutzdamm ist 30 Meter lang und 9 Meter breit. Aufgestaut wird die Beber aber nicht bei Normalabfluss, sondern nur bei Hochwasserereignissen.

## Namensherkunft
Erstmals schriftlich erwähnt wurde das Gewässer und die gleichnamige, heute nicht mehr existierende Ortschaft 1313 als Bybera, 1335 Bebera und 1676 schließlich Beber. Das ursprüngliche Bibera (-aha) wird vom Tiernamen Biberbach hergeleitet. Durch niederdeutschen Einfluss wurde aus dem -i- ein -e-, mundartlich wird sie "bewer" ausgesprochen. Abgeleitet vom Gewässernamen wurden nicht nur der Ortsname, sondern auch der nordöstlich von Mengelrode gelegene Beberberg (373,4 m), sowie die im Mittelalter auf dem Beberberg und bei Rengelrode gelegenen Wartetürme der Heiligenstädter Landwehr.